# Artimpaza argenteonotata
Artimpaza argenteonotata är en skalbaggsart som beskrevs av Maurice Pic 1922.
Artimpaza argenteonotata ingår i släktet Artimpaza och familjen långhorningar. Artens utbredningsområde är Laos. Inga underarter finns listade i Catalogue of Life.